# La Charcuterie mécanique
La Charcuterie mécanique je francouzský krátký film z roku 1895. Režisérem je Louis Lumière (1864–1948). Film trvá necelou minutu. Jedná se o jeden z prvních fantasy a komediálních filmů v historii kinematografie. The Aurum Film Encyclopedia od Phila Hardyho považuje snímek jako první sci-fi film.

## Děj
Film ukazuje fiktivní stroj, který je ve skutečnosti jen velká skříň rozdělená na dvě části, na jejíž zadní stěně je připevněno kolo s ručním pohonem. Tři řezníci dají do levé části stroje živé prase a brzy nato z pravé strany začne vycházet zhotovené maso. Na přední stěně stroje je obrovský nápis „Charcuterie Mécanique Craque à Marseille“.
Dějem filmu se pravděpodobně inspiroval George Albert Smith, který vytvořil snímek Making Sausages, případně The End of All Things (1897), ve kterém řezníci dávají psi a kočky do mlecího stroje, který produkuje klobásy.